# Nagrada César
Nagrada César (fra. César du cinéma français)  je francuska nacionalna filmska nagrada. Ustanovljena je 1975. godine. Nominacije predlažu članovi Akademije umjetnosti i filmskih tehnika (fra. Académie des arts et techniques du cinéma), a svečanost dodjele održava se u Théâtre du Châtelet u Parizu svake veljače.
Naziv nagrade dolazi od kipara Césara Baldaccinija (1921 – 1998). Trofeji su stvarne skulpture umjetnika.
Nagrada César smatra se francuskim ekvivalentom američkog Oscara.

## Vanjske poveznice
- Službena stranica
- Nagrada César na IMDb-u